# Conocimiento abierto
Conocimiento abierto se refiere al tipo de conocimiento que posee las libertades mínimas de acceder, usar, modificar y compartir, y que a lo sumo posee medidas de preservación de su autoría y su apertura.
El conocimiento abierto nace, por tanto, como una contrapropuesta a los modelos de difusión del conocimiento tradicionales basados en las barreras de pago y de derechos de autor.
El concepto abarca una serie de principios e iniciativas encaminadas a contribuir al acceso libre a la información, la investigación y la producción de aprendizaje. Se basa en el uso de tecnologías de información y comunicación pero también en los principios de acceso abierto (es decir, con las mínimas barreras de acceso posibles). Esta definición integra otros conceptos que refieren a la apertura de datos (datos abiertos), contenido (contenido abierto), artículos científicos y académicos (acceso abierto).

## Líneas de actuación
Aunque son variadas las líneas de actuación, todas parten del principio de construir conocimiento de manera colectiva y colaborativa. La decisión de "abrir" contenidos, datos, cursos, código para que el resto de las personas los puedan editar, utilizar y reutilizar, es una muestra de creer y confiar en la experiencia y conocimiento de los demás. Entre los ejemplos más significativos que tenemos, se encuentran:
- Datos de origen científico, histórico, geográfico, etc.
- Contenidos educativos abiertos de todo tipo, incluyendo películas, música, libros, etc., de carácter científico, histórico, geográfico, educativo, literario,  entre otros.
- Prácticas educativas abiertas, como la que almacenan gobiernos y otras organizaciones.

## Conocimiento abierto en educación
En educación, el concepto de conocimiento abierto aboga por la libre difusión del conocimiento, sin restricción alguna. Esto implica que recursos educativos abiertos (REA), como materiales didácticos compartibles y utilizables sin restricciones, libros de texto, investigaciones, videos, presentaciones, juegos educativos y otros recursos de aprendizaje, que respaldan la enseñanza y el aprendizaje en diversos contextos educativos, pueden estar al alcance de cualquier persona que los necesite, sin importar su ubicación geográfica, nivel educativo o capacidad económica.
La premisa fundamental del conocimiento abierto en educación radica en la creencia de que el acceso gratuito al conocimiento es esencial para el progreso social, destacando la importancia de la colaboración y el intercambio de ideas en la innovación educativa. En este contexto, se relaciona con la educación abierta y la tecnología educativa, pues ambas áreas buscan fomentar la libre disponibilidad y distribución del conocimiento a través de herramientas y recursos digitales.